# Arac Attack – Angriff der achtbeinigen Monster
Arac Attack – Angriff der achtbeinigen Monster (Originaltitel: Eight Legged Freaks) ist eine US-amerikanische Horror-Komödie aus dem Jahr 2002, die mit den menschlichen Ängsten vor Spinnen spielt. Regie führte der Neuseeländer Ellory Elkayem, der die Idee zum Film bereits 1997 in einem Kurzfilm namens Larger than Life inszenierte. In Deutschland wurde der Film erstmals am 27. Juli 2002 im Rahmen des Fantasy Filmfests gezeigt.

## Handlung
Nahe der Kleinstadt Prosperity in Arizona verliert ein übermüdeter Lastwagenfahrer ein Fass seiner Ladung, das gefährliche Chemikalien enthält und in einen See rollt. Der Einsiedler Joshua, der in der Nähe exotische Arachniden züchtet, verwendet Grillen aus dem verseuchten Tümpel als Futter für seine Zucht, woraufhin die Spinnen bemerkenswerte Wachstumsschübe zeigen. Wenig später wird Joshua von einer entflohenen, giftigen Tarantel gebissen. Im Todeskampf stößt er seine Terrarien um, so dass auch die anderen Tiere entkommen können.
Der wissbegierige Schüler Mike, der den kauzigen Joshua des Öfteren besucht hat, kommt der Todesursache seines Freundes und der gefährlichen Spinnenplage als erstes auf die Spur, doch zunächst will ihm niemand glauben. Erst als die mittlerweile menschengroßen Spinnen über Prosperity herfallen, versuchen Mike und seine Mutter Samantha, zugleich Sheriff der Stadt, gemeinsam mit dem Minenbesitzer Chris McCormick und dem ufogläubigen Radiomoderator Harlan, die Menschen der Stadt zu retten. In einem Einkaufszentrum, in dem sich die Stadtbewohner verschanzen, kommt es zu einem Gemetzel, bis es den wenigen Überlebenden gelingt, die Spinnen durch eine gewaltige Explosion zur Strecke zu bringen. Für Chris und Sam kommt es zum Happy End.

## Kritiken
Jan Distelmeyer schrieb in epd film, der Film gehöre zu den „smarten“ und „in jeder Beziehung selbstbewussten“ „B-Film-Nachkommen“.
Das Lexikon des internationalen Films schrieb, der Film schwanke „[u]nentschieden zwischen Ironisierung des Genres und einer Hommage an B-Horror-Pictures der 50er-Jahre“ und könne bis auf die „eindrucksvollen“ Spezialeffekte kaum etwas vorweisen.
Der Schriftsteller Stephen King beschrieb den Film als „nicht besonders furchteinflößend“, aber als „großer Spaß“. Er meinte, „die Schauspieler sahen aus, als hätten sie ebenso viel Spaß wie das Publikum“ und „wahrscheinlich hätte man den Film ‚Es kam aus dem Drive-In‘ nennen sollen.“

## Auszeichnungen
- Der Film wurde für den Saturn Award 2003 in der Kategorie Best Horror Film nominiert.

## Trivia
- Das Budget des Filmes betrug schätzungsweise 30 Millionen US-Dollar. Er spielte in den Kinos der USA ca. 17,27 Millionen US-Dollar ein. In den anderen Ländern wurden ca. 21,7 Millionen US-Dollar eingespielt.[5]
- Wie in manchen europäischen Ländern sollte der Film auch in den Vereinigten Staaten Arac Attack heißen. Wegen der phonetischen Ähnlichkeit zu Iraq Attack und dem Irakkrieg wurde er in Eight Legged Freaks umbenannt. Im englischen Original erwähnt der Spinnenzüchter Joshua den Titel des Films, als er Mike seine Spinnen zeigt: „I call this an arac-attack.“ (in der deutschen Synchronisation: „Ich nenne das eine Spinnen-Attacke.“).
- Die Dreharbeiten begannen am 8. Januar 2001. Sie fanden in Glendale und Superior (Arizona) statt.
- Im Film vorkommende Spinnen sind unter anderem Echte Radnetzspinnen, Springspinnen, Vogelspinnen, Eigentliche Falltürspinnen, Atrax robustus.
- Im Film sagt ein sprechender Papagei „Ich sehe tote Menschen.“ (Original: „I see dead people.“), eine Anspielung auf den bekannten Satz aus dem Film The Sixth Sense.
- In einer Szene des Films läuft im Kinderzimmer von Mike der Horrorfilmklassiker Formicula im Fernsehen.
- Es gibt einige Anspielungen auf andere phantastische US-Filme u. a. Jurassic Park die Szene im Wohnwagen oder Dawn of the Dead, da die Einwohner in die Mall flüchten.